# Carbonzuur
Een carbonzuur is:

Structuur van een carbonzuur

- een functionele groep bestaande uit een carbonylgroep met daaraan een hydroxylgroep.
- een organische chemische verbinding met één of meer van deze groepen.

In molecuulformules wordt de carboxygroep genoteerd als zijnde R-COOH, R kan elke organische restgroep zijn.

## Algemene kenmerken
Een carbonzuur is, zoals de naam al doet vermoeden, een zure groep, dat wil zeggen dat het waterstofatoom als H+ kation zich kan afscheiden, daarbij een negatief geladen carboxylaation achterlatend. Carbonzuren zijn vaak zwakke zuren (er zijn uitzonderingen). Zij zijn daarom opgelost in water meestal maar voor een klein deel geïoniseerd. De reden waarom carbonzuren een zuur karakter hebben is dat het dubbel gebonden zuurstofatoom (uit de carbonylgroep) elektronenzuigend werkt, waardoor de binding van het H-atoom aan het tweede zuurstofatoom zwakker is. Een tweede reden is dat de lading in het ontstane carboxylaation door resonantie over beide zuurstofatomen verdeeld wordt. Spreiding van lading levert energiewinst. Over het algemeen geldt: hoe langer de restketen des te zwakker is het zuur. De afnemende oplosbaarheid van het anion door een grotere verstoring van de waterstructuur (waterstofbruggen) is hier debet aan. Aromatische carbonzuren zoals benzoëzuur zijn ondanks de grootte van het molecuul relatief sterke zuren: de negatieve lading wordt gemakkelijk over de aromatische ring verdeeld.
De eenvoudigste carbonzuren zijn mierenzuur of methaanzuur (HCOOH) en azijnzuur of ethaanzuur (CH3COOH). Carbonzuren met een keten met vier tot 22 koolstoffen en een even aantal koolstoffen worden vetzuren genoemd
Er wordt een onderscheid gemaakt tussen verzadigde en onverzadigde vetzuren. Het onderscheid wordt gemaakt op basis van de n-keten aan het carbonzuur. Bestaat die koolwaterstofketen enkel uit enkelvoudige C-C-bindingen, dan spreekt men van een verzadigd vetzuur. Komen er dubbele (alkeen) of drievoudige (alkyn) bindingen voor, dan wordt het vetzuur onverzadigd genoemd.
Carbonzuren hebben altijd de uitgang -zuur. Hoewel er ook een voorvoegsel is voor carbonzuren (carboxy-), zal deze niet snel gebruikt worden, omdat carbonzuren de hoogste prioriteit hebben bij de naamgeving en er dan eerst naar het achtervoegsel gekeken wordt.
Carbonzuren kunnen door een reactie met alcoholen esters vormen, en met primaire aminen kunnen amiden worden gevormd.
Onder verhitting in een basisch milieu kunnen sommige carbonzuren ontleden. Hierbij komt meestal koolzuurgas vrij. Dit proces verloopt vooral vlot met alfaketocarbonzuren wegens de vorming van een gestabiliseerd carbanion. In andere gevallen zijn hier vrij extreme temperaturen voor nodig. Dit type ontleding wordt decarboxylering genoemd. Een bekende reactie is de decarboxylering van benzoëzuur in aanwezigheid van NaOH hierbij ontstaan benzeen en natriumwaterstofcarbonaat.
(Primaire) carbonzuren hebben meestal een onaangename, vieze of stekende geur. Heel bekend is de geur van boterzuur die vaak geassocieerd wordt met die van tenenkaas. Ook azijnzuur heeft een typische prikkelende en onaangename geur die de slijmvliezen irriteert.

## Zwakke en sterke zuren
"Carbonzuren zijn slechts zwakke zuren" is een uitspraak die in zijn algemeenheid waar is, maar een aantal vaak gebruikte zuren vormen bekende uitzonderingen. De zuursterkte van de carbonzuren wordt door een aantal factoren bepaald:
- grootte van het carboxylaation en hiermee samenhangend de verstoring van de waterstructuur door het ion. Mierenzuur is aanmerkelijk sterker dan azijnzuur, dat op zijn beurt weer sterker is dan propionzuur.
- mogelijkheid de lading 'te spreiden'. Benzoëzuur, waarin de lading van de carbonzuurgroep voor een deel in het π-systeem van de benzeenring kan ontsnappen is, ondanks zijn grootte, een sterker zuur dan mierenzuur.
- elektronegatieve substituenten bieden niet de mogelijkheid om de lading echt over een groter deel van het molecuul te verdelen, maar stabiliseren deze wel door de elektronen via de σ-binding bij de carbonzuurgroep weg te zuigen. Bekende voorbeelden hiervan zijn de serie chloorazijnzuur, dichloorazijnzuur en trichloorazijnzuur. Hoe hoger het aantal chlooratomen, hoe groter de zuursterkte. De laatste is zelfs een sterker zuur dan de eerste stap van fosforzuur of de tweede stap van zwavelzuur. Ook trifluorazijnzuur, veel gebruikt in de biochemie om eiwitten te denatureren, is weliswaar een carbonzuur, maar een echt sterk zuur.

## Voorbeelden van carbonzuren

### Monocarbonzuren

#### Lineaire verzadigde monocarbonzuren
Lineaire verzadigde monocarbonzuren zijn alkaanzuren. Hieronder staan enkele van hun eigenschappen gesorteerd op de lengte van de alkylketen. Bij de kortere carbonzuren overheersen de eigenschappen van de zuurgroep. Hoe langer de alkylketen, hoe meer de stofeigenschappen overeenkomen met die van vetzuren en de alkaanketen.
| aantal C | triviale naam  | systematische naam | smeltpunt (°C) | kookpunt (°C)  |
| -------- | -------------- | ------------------ | -------------- | -------------- |
| 1        | mierenzuur     | methaanzuur        | 8,4            | 100,7          |
| 2        | azijnzuur      | ethaanzuur         | 16,6           | 117,9          |
| 3        | propionzuur    | propaanzuur        | −23            | 141            |
| 4        | boterzuur      | butaanzuur         | −4,26          | 163,53         |
| 5        | valeriaanzuur  | pentaanzuur        | −20            | 185            |
| 6        | capronzuur     | hexaanzuur         | −2             | 205            |
| 7        | enantinezuur   | heptaanzuur        | −10,5          | 223            |
| 8        | caprylzuur     | octaanzuur         | −16,7          | 237            |
| 9        | pelargoonzuur  | nonaanzuur         | 12,5           | 254            |
| 10       | caprinezuur    | decaanzuur         | 31,5           | 270            |
| 11       |                | undecaanzuur       | 28,6           | 284            |
| 12       | laurinezuur    | dodecaanzuur       | 44             | 298            |
| 13       |                | tridecaanzuur      | 45             | 312,4          |
| 14       | myristinezuur  | tetradecaanzuur    | 58,8           | 326,2          |
| 15       |                | pentadecaanzuur    | 53             | 339            |
| 16       | palmitinezuur  | hexadecaanzuur     | 63             | 351            |
| 18       | stearinezuur   | octadecaanzuur     | 69,6           | 361            |
| 20       | arachidinezuur | icosaanzuur        | 77             | 328 (ontleedt) |

#### Niet-lineaire monocarbonzuren
- isoboterzuur (2-methylpropaanzuur)
- isovaleriaanzuur (3-methylbutaanzuur)

#### Alkeencarbonzuren
- acrylzuur (prop-2-eenzuur)
- methacrylzuur (2-methylprop-2-eenzuur)
- erucazuur ((13Z)-docos-13-eenzuur)
- gammalinoleenzuur ((6Z,9Z,12Z)-octadeca-6,9,12-trieenzuur)
- linolzuur (octadeca-9,12-dieenzuur)
- oliezuur (octadec-9-eenzuur)
- palmitoleïnezuur (hexadec-9-eenzuur)
- arachidonzuur (icosa-5,8,11,14-tetraeenzuur)
- alfalinoleenzuur (octadeca-9,12,15-trieenzuur)

#### Overige monocarbonzuren
- acetylsalicylzuur (2-acetyloxybenzoëzuur)
- benzoëzuur (benzeencarbonzuur)
- melkzuur (2-hydroxypropaanzuur)
- salicylzuur (2-hydroxybenzoëzuur)

### Dicarbonzuren
| aantal C | triviale naam | systematische naam        | formule                 |
| -------- | ------------- | ------------------------- | ----------------------- |
| 2        | oxaalzuur     | ethaandizuur              | (COOH)2                 |
| 3        | malonzuur     | propaandizuur             | HOOC-CH2-COOH           |
| 4        | barnsteenzuur | butaandizuur              | HOOC-(CH2)2-COOH        |
| 4        | appelzuur     | hydroxybutaandizuur       | HOOC-C(OH)H-CH2-COOH    |
| 4        | wijnsteenzuur | 2,3-dihydroxybutaandizuur | HOOC-C(OH)H-C(OH)H-COOH |
| 5        | glutaarzuur   | pentaandizuur             | HOOC-(CH2)5-COOH        |
| 6        | adipinezuur   | hexaandizuur              | HOOC-(CH2)4-COOH        |
| 7        | pimelinezuur  | heptaandizuur             | HOOC-(CH2)5-COOH        |
| 8        | kurkzuur      | octaandizuur              | HOOC-(CH2)6-COOH        |
| 8        | ftaalzuur     | benzeen-1,2-dicarbonzuur  | 1,2-C6H4(COOH)2         |
| 8        | tereftaalzuur | benzeen-1,4-dicarbonzuur  | 1,4-C6H4(COOH)2         |
| 9        | azelaïnezuur  | nonaandizuur              | HOOC-(CH2)7-COOH        |
| 10       | sebacinezuur  | decaandizuur              | HOOC-(CH2)8-COOH        |
| 13       | brassylzuur   | tridecaandizuur           | HOOC-(CH2)11-COOH       |

### Tricarbonzuren
- citroenzuur (2-hydroxypropaan-1,2,3-tricarbonzuur)